# 5 Korpus Armijny (Imperium Rosyjskie)
5 Korpus Armijny (ros. 5-й армейский корпус) – jeden ze związków operacyjno-taktycznych  armii Imperium Rosyjskiego 
Sformowany został w 1881. Stacjonował na terytorium Warszawskiego Okręgu Wojskowego. 5 KA rozformowany został na początku 1918. 

## Dowódcy Korpusu
- gen. kawalerii  A. I. Litwinow (marzec 1911 - grudzień 1914)
- gen. piechoty Piotr Bałujew (grudzień 1914 - kwiecień 1917)
- gen. por.  G. G. Mileant (od kwietnia 1917)

## Struktura organizacyjna
Organizacja w 1914
- dowództwo i sztab – Woroneż
- 7 Dywizja Piechoty
- 10 Dywizja Piechoty
- 3 Samodzielna Brygada Kawalerii
- 5 korpuśny dywizjon haubic
- 23 batalion saperów

## Podporządkowanie
- 5 Armii (2 sierpnia 1914 – 7 stycznia 1915)
- 12 Armii (17 czerwca – 24 lipca 1915)
- 10 Armii (6 sierpnia – 1 września 1915)
- 2 Armii (15 września 1915 – 1 czerwca 1916)
- 11 Armii (1 lipca – 1 sierpnia 1916)
- 8 Armii (1 – 15 września 1916)
- Armii Specjalnej (1 października 1916 – 13 marca 1917)
- 11 Armii (kwiecień – grudzień 1917)